# عيالة

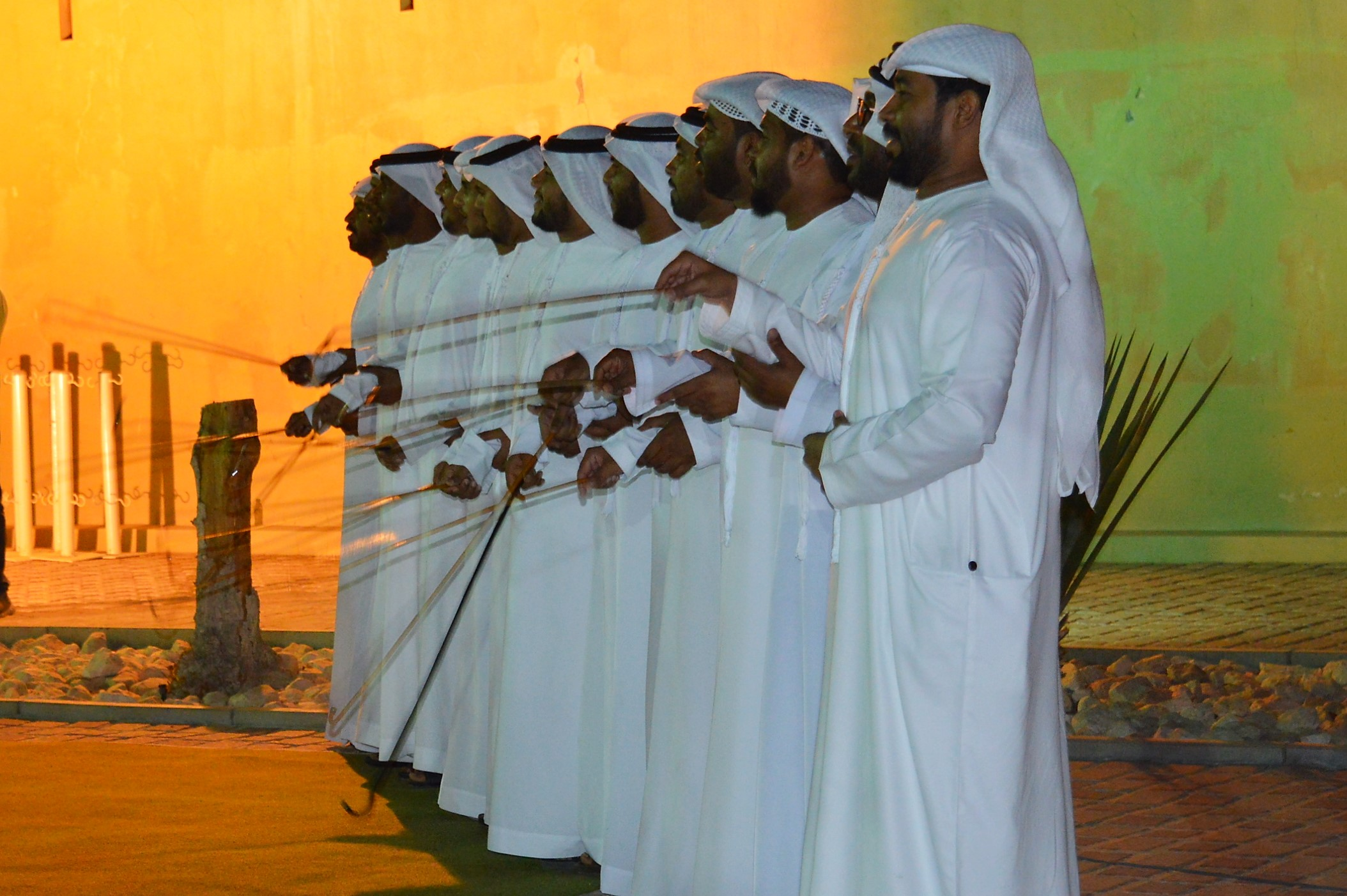
مجموعةٌ من الإماراتيين يُؤدون رقصة العيالة (رقصة بالعصا) التقليدية خلال عرض في متحف قصر الشيخ زايد في العين.

العيالة هو فن شعبي عربي أصيل يؤدى في سلطنة عمان و الامارات العربية المتحدة، يصعب تحديد زمن نشأته ما بين القبائل العربية أو كيفية نشأته. ومن المُعتقد أن رقصة العيالة كانت تُؤدَّى بصفة أساسية بعد الانتصار في الحرب وكان يقوم بها أفراد القبيلة المنتصرة وبذلك فهي عند قبائل العرب تحمل تجسيدًا لمعاني القوة والفروسية التي أهلَّت صاحبها للانتصار في الحرب.
تتضمن العيالة غناءً جماعياً، وتؤدّى في كل المناسبات الاجتماعية والوطنية، كما تحرص الدولة على إبرازها وتقديمها في كل الاحتفالات داخل الدولة أو خلال المشاركات الخارجية.

## طريقة آداء فن العيالة
هي رقصة تؤدى بواسطة صفين متقابلين من الرجال. ويتماسك أفراد كل صف جيدا بحيث يبدون متلاصقين فيمسك كل رجل بيد الآخر ويحيط يده الأخرى بخصره وهذا يدل على التماسك والتعاون القبلي ويتوسط الصفين فرقة تتولى الموسيقى حيث يحمل أفرادها أدوات موسيقية كثيرة أغلبها نحاسي كالطبول والدفوف وغيرها، ويراس تلك الفرقة الموسيقية رجل يحمل طبلة اسطوانية الشكل ذات وجهين تسمى كاسر وهي التي تعمل على إعطاء الموسيقى الطابع الحماسي المميز للرقصة والملائم للشعر الذي يقال أثناء الرقص.

## نشأة العياله وكيفية ادائها
يؤدى فن العيالة في سلطنة عمان و الامارات العربيه المتحده وينقسم إلى عدة أنواع حسب البيئة البحرية والبرية.
تتميز ولايات الظاهرة بهذا الفن وخاصة ولاية ضنك وبعدها عبري وثم البريمي وتليها بعض ولايات الباطنة وكان هذا الفن يؤديه سكان منطقة الظاهرة وسكان مدينة العين بدولة الإمارات العربية المتحدة ويعتبر هذا الفن مرتبطا بين سكان محافظة الظاهرة وسكان مدينة العين بدولة الإمارات العربية المتحدة ويعتبر من الفنون الجميلة وتؤديها بعض ولايات السلطنة منها جنوب وشمال الباطنة وبعض الأماكن في المنطقة  الشرقية. 
وتعتبر من الرقصات الشعبية الجميلة وماتتميز به سلطنة عُمان ودولة الإمارات العربية المتحدة من فنون منشابه وبفارق الأداء فقط والرزحة التي تؤديها الفرقة الخاصة بهذا الفن الجميل. 
يعطى قائد الفرقة الموسيقية إشارة البدء فيبدا حملة الطبول بالضرب على طبولهم ويبدأ الصفان بالرقص والحركة المستمرة لفترة طويلة بعدها يتحرك حملة الطبول في الاتجاه المواجه وحملة السيوف في الاتجاه المقابل ويظهروا كما لو كانوا يباروزن الاعداء وذلك بتحريك سيوفهم على الإيقاع في اتجاهات مختلفة بعدها يبدا الصف الأول في انشاد الجزء الأول من القصيدة التي أعدت للعيالة وحينما ينتهوا منه يبدا الصف الثاني في انشاد الجزء الآخر من القصيدة وهكذا يتبادل الصفان الإنشاد في حين يقوم رئيس الفرقة الوسطى بالاتجاه إلى الصف الذي يقوم بالإنشاد ويتبادل الراقصون الرقص بأداء نفس الحركات السابقة الخاصة بحملة السيوف والطبول ولكن في الاتجاه العكسي حيث يظهر الصفان وهما يتبادلا التسليم والخصوع. ويعتبر رئيس الفرقة الموسيقية بمثابة مخرج تلك الرقصات.
وتختلف الصورة في البادية عن الرقصة السابقة التي تستعمل في الحضر حيث في البادية تشارك الفتيات في الرقصة ويخرج من يرشح كأوسم واشجع شباب القبيلة حاملا خنجرا من الفضة ويودى به ما يشبه مبارزة راقصة مع إحدى الفتيات وسط حلقة من الفتية والفتيات وعلى من يتعب منهما الخروج من الحلقة وسط هتافات الاخرين من شباب وفتيات القبيلة. بالنسبة للشعر فان أهم أغراض شعر العيالة هي الغزل حيث يروى الشاعر تجربته الذاتية مع محبوبته.

## أغاني مشهورة ملحنة برقصة العيالة
- حبكم وسط الحشا: من كلمات الشيخ زايد بن سلطان آل نهيان وقد غناها راشد الماجد ومنصور زايد
- ساحة الميدان: من كلمات الشاعر جمعة بن مانع الغويص السويدي وقد غناها عيضة المنهالي
- داري علمها: من كلمات الشاعر جمعة بن مانع الغويص السويدي وقد غناها ميحد حمد
- وجد قلبي: وقد غناها حسين الجسمي
- زعيمنا: من كلمات الشاعر جمعة بن مانع الغويص السويدي وألحان محمد الأحمد وغناء ميحد حمد